# 1779
1779 (MDCCLXXIX) a fost un an obișnuit al calendarului gregorian, care a început într-o zi de joi.

## Evenimente
- 1 octombrie. A fost fondat orașul Tampere în Finlanda, de regele Suediei, Gustav al III-lea.

#### Nedatate
- Samuel Crompton inventează mașina de filat folosită în industria textilă.

## Nașteri
- 28 mai: Thomas Moore, poet irlandez (d. 1852)
- 20 august: Jöns Jakob Berzelius, unul dintre fondatorii chimiei moderne, suedez (d. 1848)
- 19 noiembrie: Louise Charlotte de Mecklenburg-Schwerin, bunica Prințului Albert (d. 1801)

## Decese
- 20 ianuarie: David Garrick, 61 ani, actor britanic (n. 1717)
- 14 februarie: James Cook, 50 ani, căpitan și explorator britanic (n. 1728)
- 6 decembrie: Jean (Baptiste) Siméon Chardin, 80 ani, pictor francez (n. 1699)
- 16 decembrie: Go-Momozono, 21 ani, al 118-lea împărat al Japoniei (n. 1758)